# Province de Grau
La province de Grau (en espagnol : Provincia de Grau) est l'une des sept provinces de la région d'Apurímac, au sud du Pérou. Son chef-lieu est la ville de Chuquibambilla.

## Géographie
La province couvre 2 174,52 km2. Elle est limitée à l'est par la province de Cotabambas, au sud par la province d'Antabamba, au nord et à l'ouest par la province d'Abancay.

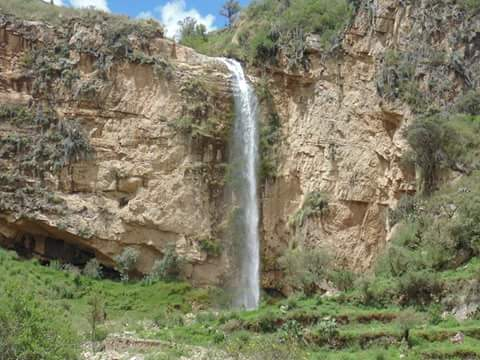
Cascade naturelle d'une hauteur de 200 mètres

## Population
La population de la province était estimée à 27 574 habitants en 2005 (INEI).

## Divisions administratives
La province est divisée en 14 districts :
- Chuquibambilla
- Curasco
- Curpahuasi
- Gamarra
- Huayllati
- Mamara
- Micaela Bastidas
- Pataypampa
- Progreso
- San Antonio
- Santa Rosa
- Turpay
- Vilcabamba
- Virundo